# Horror Stories of Pécs
A Horror Stories of Pécs (H.S.O.P. Productions) egy független amatőr filmes társulat. Első filmjük 2017. december 7-én jelent meg a Horror Stories of Pécs YouTube felületén A Panel címen. 

## Története
Németh József, a Horror Stories of Pécs alapítója egy interjú során azt mondta: "2017 elején olvastam egy hirdetést, hogy szereplő válogatást tartanak egy nagyköltségvetésű  posztapokaliptikus horrorhoz. Mivel gyerekkorom óta imádtam ezt a műfajt, gondoltam megpróbálom. Csaknem  kétszáz emberből választottak ki minket szereplőnek. Ezután több szituációs gyakorlaton, tréningen is részt vettünk, majd a felvételek megkezdése előtt közölték velünk, hogy  a produkcióból nem lesz semmi. Csalódottak voltunk, azonban jónéhányan kapcsolatban maradtunk egymással, és felvetődött az ötlet, hogy csináljunk mi egy filmet."

## Filmek
| Cím                          | Megjelenés          | Időtartam |
| ---------------------------- | ------------------- | --------- |
| A Panel                      | 2017. december 7.   | 51 perc   |
| Csendes Éj                   | 2017. december 17.  | 2 perc    |
| A Baba                       | 2018. március 23.   | 30 perc   |
| Pince                        | 2018. június 29.    | 2 perc    |
| A kép                        | 2018. szeptember 2. | 2 perc    |
| 10.31                        | 2018. október 26.   | 2 perc    |
| Videónapló                   | 2019. április 9.    | 3 perc    |
| Egy sorozatgyilkos balladája | 2019. augusztus 23. | 70 perc   |
| Az Örökös                    | 2021. július 11.    | 72 perc   |

### A Panel
Egy ismeretlen eredetű dugulás gondot okoz egy kertvárosi panel lakóinak. Szerelőket hívnak, majd a dugulás-elhárítás során kiderül, hogy emberi maradványok tömítik el a csöveket.
| Czuppon Attila        | Sajnovics Norbert   |
| Németh József         | Németh J. felügyelő |
| Boros Antal           | Tony                |
| Berényi Roland        | Roland              |
| Gasteiger Éva Szilvia | Odrobina Éva        |
| Gyöngyösi Attila      | Ózody Kolos         |
| Petrovics Erzsébet    | Erzsi               |

### A Baba
A Baba 2018 legnézettebb magyar horrorfilmje. Ganxsta Zolee és a Kartel egyik száma is megjelenik a második részben. A történet főszereplője egy elátkozott baba, amelyet a Japán Asivadából küld haza egy testvérpár idősebb tagja a húgának Pécsre. Amint a baba kikerül gazdája kezéből, s más veszi birtokba, szörnyű kegyetlenséggel végez előző tulajdonosával. 
| Dukovits Janka Flóra | A Baba |
| Hilbert Zsanett      | Zsani  |
| Boros Antal          | Anti   |
| Istenes Brigitta     | Brigi  |
| Kiss Nikolett        | Niki   |

### Egy sorozatgyilkos balladája
A film segítségével bepillantást nyerhetünk egy sorozatgyilkos elméjébe, akinek karakterét a Milwaukee-kannibálként elhíresült Jeffrey Dahmer ihlette.
| Boros Antal        | Bandi      |
| Horváth Máté Péter | 'kis' Bani |
| Mátyás Klarina     | prosti     |
| Buczkó Roland      | Soma       |
| Fülöp József       | 'modell'   |
| Fürnstall Fanni    | Fanni      |
| Czuppon Attila     | Ati        |
| Németh József      | Joe        |